# Guillaume Konsbruck
Guillaume Konsbruck (ur. 3 września 1909 w Hostert, zm. 3 października 1983 w Luksemburgu) – luksemburski wojskowy, polityk i przedsiębiorca.
Za młodu wstąpił do Sił Zbrojnych Luksemburga, gdzie dosłużył się stopnia kapitana. Pełnił funkcję adiutanta księcia Feliksa Burbona-Parmeńskiego. Po niemieckiej inwazji na Luksemburg w 1940 roku przeprowadził akcję ewakuacji rodziny monarszej do Francji, a później do Portugalii i ostatecznie do USA. Na emigracji wielka księżna Szarlotta założyła dzięki niemu rząd na uchodźstwie. Mianowała go swoim osobistym adiutantem. W 1944 roku powrócił do wyzwolonej ojczyzny, gdzie nadzorował powojenne zaprowadzanie porządku w stolicy. Powitał uroczyście powracającą wielka księżną 17 kwietnia 1945 roku. Wziął czynny udział w tworzeniu oficjalnej gramatyki języka luksemburskiego. 29 sierpnia tego roku Szarlotta uczyniła go Ministrem Zapasów i Spraw Ekonomicznych. Był menadżerem kompanii stalowej ARBED. Był komandorem Orderu Korony Dębowej.